# مسلكة (أداة)

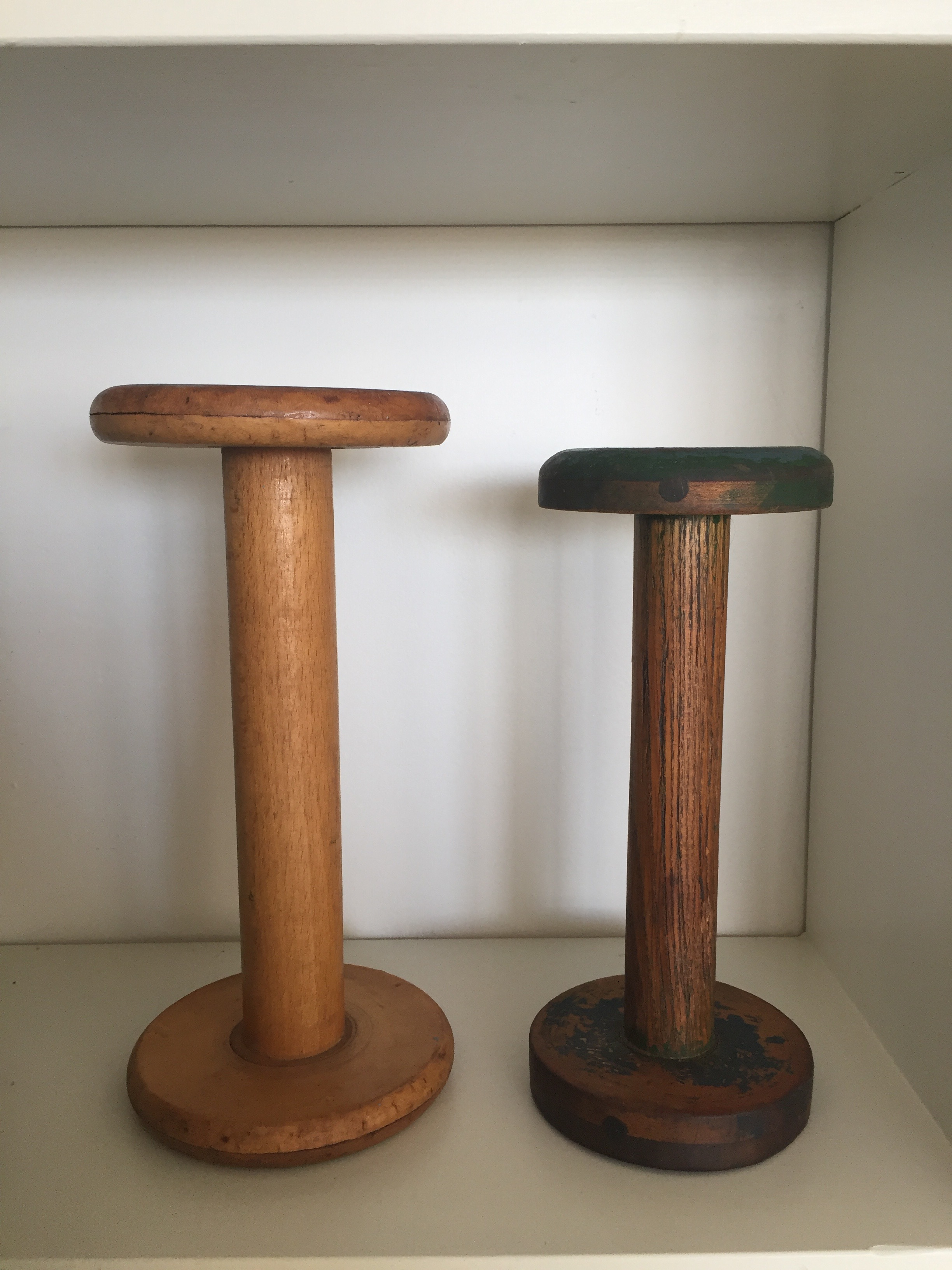
بكرات خشبية عتيقة أسطوانية غير ملفوفة

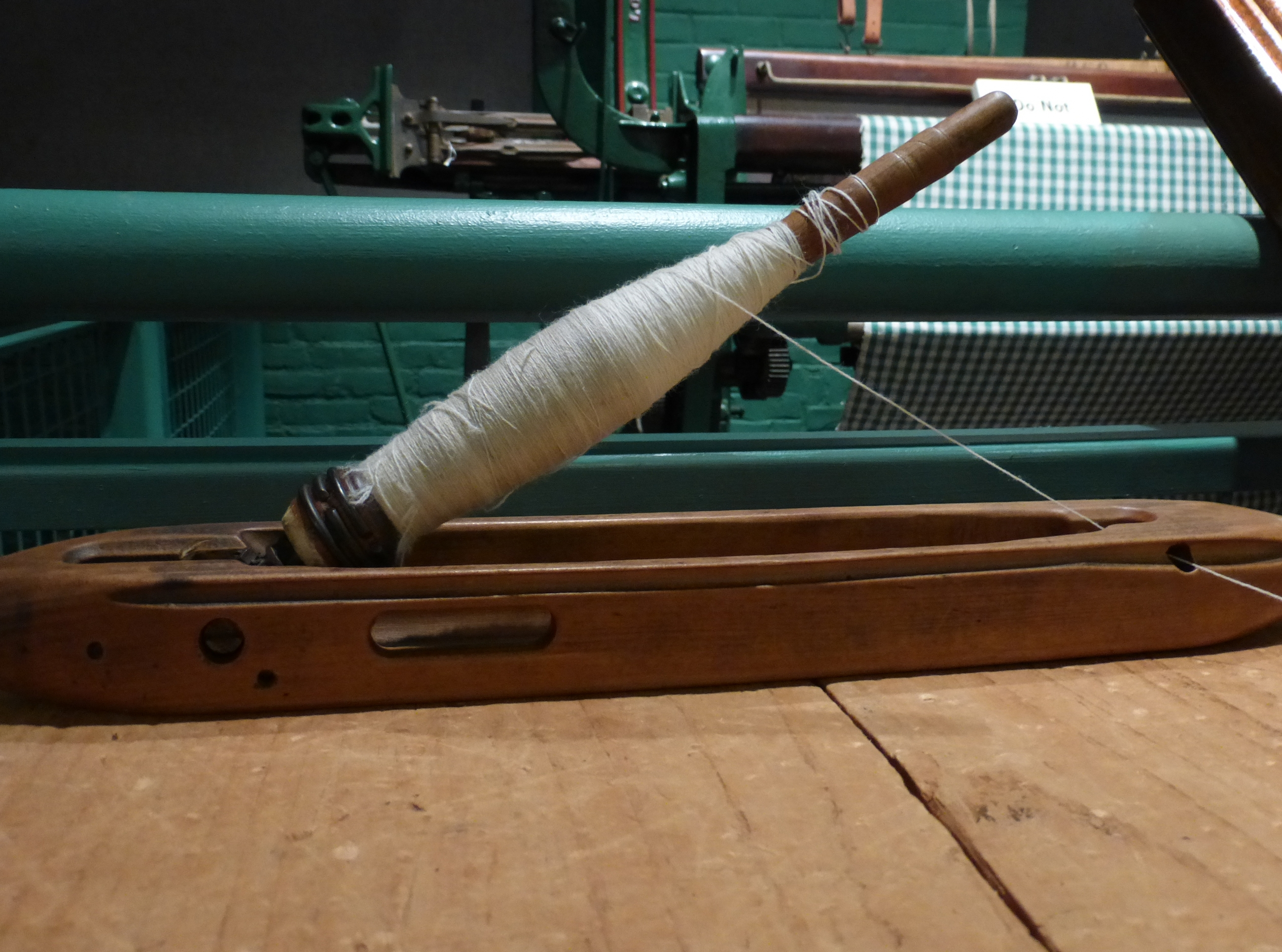
بكرة خشبية عتيقة بدون شفي ملفوفة بالخيط ومثبتة بمكوك يناسبها للاستخدام في نول الأرضية.

البكرة أو الِمكَبّ أو المِسلكة أو مِلف الخيوط هو مغزل أو أسطوانة ذو أو عديم الشفير تُلف عليه الخيوط أو الأسلاك أو الشريط.  توجد البكرات عادة في آلات النسيج الصناعية وكذلك في المخيطات وبكرات الصيد والمطوال ولفائف الأفلام والأشرطة السمعية وداخل المعدات الإلكترونية والكهربائية.

## الخياطة وصناعة المخرمة

### خياطة
مِخيطة غرزة القفل التي اختُرعت وطورت في القرنين الثامن عشر والتاسع عشر، تشكل غرزة ذات خيطين: أحدهما يمر عبر إبرة والآخر من بكرة.

### صناعةالمخرمة
يتطلب مخرمة البكرة لف الغزل على مغزل تخزين مؤقت مصنوع من الخشب (أو في أوقات سابقة من عظم) غالبًا ما يُشغل على مخرطة.

## الكهرباء
في التطبيقات الكهربائية تستخدم المحولات والمحثات والملفات اللولبية والمُرحّل البكرات حاوياتٍ دائمة للسلك للاحتفاظ بالشكل والصلابة ولتسهيل تجميع اللفات في أو على النواة المغنطيسية. 